# Pia Douwes
Petronella Irene Allegonda (Pia) Douwes (Amsterdam, 5 augustus 1964) is een Nederlands musicalzangeres en actrice. Douwes was onder meer te zien als Norma Desmond in de musical Sunset Boulevard en vertolkte in het theaterseizoen 2010-2011 zowel de rol van Killer Queen in de rockmusical We Will Rock You als de rol van Maria Callas in het toneelstuk Masterclass. In 2012 stond ze in Stuttgart als Mrs. Danvers op de planken in de musical Rebecca.

## Jeugd en opleiding
Douwes is een dochter van de Amsterdamse kunsthandelaar Evert VII Douwes en Nelleke Huf, een nicht van de fotograaf Paul Huf. Ze groeide op in een gezin met drie broers en is ongehuwd. Haar lagere schoolperiode (1968-1976) in Amsterdam-Zuid ervoer ze vanwege pesterijen als onaangenaam. 
Douwes volgde tussen 1976 en 1983 een havo-opleiding via Eemland College te Amersfoort, tussen 1976 en 1978 in het internaat Onze Lieve Vrouwe ter Eem. Ze was blij van de grote stad af te zijn; het (scholing via internaat) was volgens haar ook een familietraditie.  Na die middelbare schoolopleiding studeerde ze aan de Brooking School of Ballet in Londen van 1983 tot 1986.  Daarnaast volgde ze musicalcursussen in Salzburg en Wenen onder leiding van Susi Nicoletti en Sam Cayne. Zangles kreeg ze verder van Noëlle Turner en Carole Blaickner-Mayo.

## Carrièrestart
Douwes wilde tot haar 17e verstandelijk gehandicaptenverzorgster worden. Daarnaast was ze veel met dans bezig. Na haar 19e ging ze studeren aan de Brookling School of Ballet in Londen. Na vele workshops en cursussen mocht Douwes meespelen in de door het Koninklijk Theater Carré geproduceerde musical Cats in 1987. De productie werd niet alleen in het Amsterdamse Carré gespeeld. Later speelde Douwes ook in Wenen in de musical Cats, die vervolgens ook in het Duits in Moskou te zien was, op één Russische zin na. De eerste Nederlandse productie van Cats  was de kweekvijver van de Nederlandse musicalwereld zoals wij die nu kennen. 
De volgende Nederlandse musicalproductie waar Douwes in mocht meespelen was Les Misérables. Hierin speelde ze de rol van Fantine. In de tijd dat ze in Les Misérables speelde, kreeg ze bezoek van tekstschrijver Michael Kunze en componist Sylvester Levay, die bezig waren een voorstelling te maken over keizerin Elisabeth (Elisabeth in Beieren), ook wel Sisi genoemd. Ze kon hiervoor auditie doen en mocht op 3 september 1992 in Wenen de wereldpremière spelen van de musical Elisabeth. Deze voorstelling kwam (bewerkt) in 1999 ook naar Nederland geproduceerd door Joop van den Ende. Ook in Nederland en later in Essen, Stuttgart en Berlijn speelde Douwes de titelrol. 
Douwes trok geheel Europa door, maar in 2017 stokte haar loopbaan ineens. Ze kreeg last van burn-outverschijnselen mede door mantelzorg voor haar ouders, de menopauze, migraine en zorgen over de toekomst.  De hoeveelheid voorstellingen brak haar op; ze zag dat zelf pas bij de documentaire van Emma Westermann. Twee jaar later liet haar stem haar in de steek; ze vergeleek het in 2024 met een computercrash; alles is er nog, maar je kan er niet bij. Er volgden jaren van therapie om te achterhalen wat de oorzaak was; zelf schatte ze in dat het overlijden van haar vader bijdroeg aan de blokkade; haar stem wilde niet doen, wat ze in haar hoofd had.  Een positieve bijkomstigheid voor haar was dat het culturele leven door de coronapandemie tot stilstand was gekomen. 
Na herstel begon ze met The Prom (2022-2023); in 2024 volgde een herhaling van Master Class en later dat jaar ook van Elisabeth, waarbij ze dan alleen een oude Sisi speelt.

## Prijzen
Douwes ontving in Duitsland de Image 1996 voor haar vertolking van Elisabeth en ze werd in datzelfde jaar onderscheiden met de Duitse Publieksprijs voor haar rol in Cabaret (Duitsland). Ze werd genomineerd voor de beste vrouwelijke hoofdrol voor de John Kraaijkamp Musical Award 2000. Ze werd zesmaal verkozen tot beste musicalvertolkster door het blad Musicals, voor haar rol in Elisabeth en voor haar rol in 3 Musketiers, de Musical gekozen door het Duitse blad Da Capo als beste musicalactrice en mooiste vrouwelijke stem van Duitsland. 
Ze won de John Kraaijkamp Musical Award voor Beste Nederlandse Actrice in het Buitenland voor Elisabeth in 2002 (Essen). Ze werd in 2003 genomineerd voor een Musical Award voor haar hoofdrol als Milady de Winter in 3 Musketiers en in 2005 voor haar bijrol als Clara in Passion.
In 2022 ontving ze op het Musical Awards Gala de Oeuvre Prijs voor haar internationale carrière. De jury noemt haar “Nederlands grootste musicalvedette” en roemt haar daarnaast vanwege haar inzet voor talentontwikkeling.

## Ambassadrice
Douwes is ambassadrice van de Ingeborg Douwes Stichting, die in april 2000 door haar broer Evert werd opgericht. Diens eerste echtgenote Ingeborg Douwes overleed toen op 38-jarige leeftijd aan kanker. De Ingeborg Douwes Stichting (IDS) heeft als doel fondsen te werven voor psychosociale hulp aan kankerpatiënten en hun naasten. Douwes treedt in benefietconcerten voor deze stichting op.

Daarnaast is zij ook ambassadrice voor een weeshuis in Sri Lanka.

## Producties

### Televisie
Douwes werkte mee aan vele televisieprogramma's in Nederland, Duitsland en Oostenrijk. Douwes zong voor de Oostenrijkse televisie een duet met José Carreras. In het voorjaar van 2001 werd door de NCRV de dramaserie Wilhelmina uitgezonden, waarin ze de rol van Margaretha van 't Sant vertolkte. In 2007 werkte ze mee aan de televisiezoektocht Op zoek naar Evita, als lid van het panel en als coach. Ook was Douwes te zien op de Duitse televisie in het programma Ich Tarzan, Du Jane. In 2008 nam ze weer plaats in de stoel van Op zoek naar en was ze tevens weer coach. Dit keer zocht het panel samen met Nederland de nieuwe hoofdrolspeler voor Joseph and the Amazing Technicolor Dreamcoat. Vanaf 2009 nam Douwes plaats in het panel van Op zoek naar Mary Poppins. Verder speelde ze in het najaar van 2009 Conny Stuart in Annie M.G., een serie over Annie M.G. Schmidt. Rond dezelfde periode speelde zij een rol in Onderweg naar Morgen, als Diana Luzack. Begin 2011 was Douwes Op zoek naar Zorro panellid.
In 2018 werd er de documentaire onder de titel Mijn leven is van mij over haar gemaakt door Emma Westermann met Janneke Doolaard als producent.
In 2021 keerde Op zoek naar Maria terug met Pia Douwes op 'de troon'. Als hoofd van het jurypanel mocht zij elke aflevering één kandidate redden uit de sing-off.
In 2022 was Douwes te zien in de televisieprogramma's De gevaarlijkste wegen van de wereld en Code van Coppens: De wraak van de Belgen. In 2023 deed Douwes mee aan het televisieprogramma Het Onbekende waar ze als eerste afviel. In datzelfde jaar deed ze mee aan de kerstspecial van het televisieprogramma De Alleskunner VIPS, waar ze op de vierde plek eindigde.

### Solo
- In de 30 (solo, 2002)
- Three times a lady (eenmalig soloprogramma in reeks met Simone Kleinsma en Karin Bloemen)
- Dromen (eenmalig soloprogramma in DeLaMar, 2013)
- Träume  (korte solotournee door Duitsland, 2016)
- A Midwinters Tale  (liedjesprogramma door Nederland, 2017)

### Toneel
- Other People's Money - Kate Sullivan (Praag, 1994)
- Jane Eyre - Jane Eyre (tournee Nederland, 1997-1998)
- Savannah Bay - Jonge vrouw (Almere, 1998)
- Master Class - Maria Callas (tournee Nederland en Vlaanderen, 2011)
- Kramer vs Kramer - Johanna Kramer (tournee Nederland, 2012-2013)[3][4]
- Master Class - Maria Callas (tournee Nederland, 2024)

### Musicals
- Little Shop of Horrors - Chrystal (Wenen, 1986)
- Cats - Diverse rollen, waaronder Grizabella (Amsterdam, 1987)
- Cats - Diverse rollen, waaronder Grizabella (Wenen en Moskou, 1988-1989)
- West Side Story - Maria (tournee Nederland en Vlaanderen, 1990)
- Les Miserables - Fantine (Amsterdam en Scheveningen, 1991)
- Elisabeth - Elisabeth (Wenen, 1992-1994)
- West Side Story - Maria (Amstetten, 1994)
- Grease - Rizzo (Wenen, 1994-1995)
- Cabaret - Sally Bowles (Bad Hersfeld, 1995-1996)
- The Rocky Horror Picture Show - Janet (Bad Hersfeld, 1997)
- Evita - Eva Perón (tournee Nederland en Vlaanderen, 1995-1997)
- Chicago - Velma Kelly (Utrecht, 1999)
- Elisabeth - Elisabeth (Scheveningen, 1999-2000)
- Sweeney Todd  (concertversie) - Beggar Woman (West-End, Londen, 2000)
- Elisabeth - Elisabeth (Essen, 2001-januari 2002)
- Fosse - Solist (tournee Nederland, 2002)
- Musicals in Ahoy' All Star Musical Gala -  Solist (Rotterdam, 2002)
- 3 Musketiers - Milady de Winter (Rotterdam, 2003-2004)
- Chicago - Velma Kelly (West End, Londen, 2004)
- Chicago - Velma Kelly (Broadway, New York, 2004)
- Musicals in Ahoy' Musical Meets Movie -  Solist (Rotterdam, 2004)
- Passion - Clara (tournee Nederland en Vlaanderen, 2004-2005)
- 3 Musketiere - Milady de Winter (Berlijn, 2005)
- Cabaret - Sally Bowles (Amsterdam, 2006)
- Elisabeth - Elisabeth (Stuttgart, 2006)
- 3 Musketiere - Milady de Winter (Stuttgart, 2006-2007)
- Cats - Grizabella (tournee Nederland, 2007)
- Elisabeth - Elisabeth (Berlijn, 2008)
- Sunset Boulevard - Norma Desmond (tournee Nederland en Vlaanderen, 2008-2009)
- Chicago - Velma Kelly (West End, Londen, 2009)
- Best Of Musical Gala 2010 - Solist (Duitsland, februari 2010)
- We Will Rock You - Killer Queen (Utrecht, augustus - december 2010)
- Rebecca - Mrs. Danvers (Stuttgart, december 2011-januari 2013)
- Best of Musical Gala 2012 - Solist (Duitsland, februari en maart 2012)
- Musical Classics in Ahoy - Solist (Rotterdam, 2012)
- Der Besuch der alten Dame - Claire Zachanassian (Thun, 2013)
- Next to Normal - Diane (Fürth, 2013)
- Der Besuch der alten Dame - Claire Zachanassian (Wenen, 2014)[5]
- Billy Elliot - Mrs. Wilkinson (Scheveningen, november 2014-2015)
- Next to Normal - Diane (Fürth, 2015)
- Musicals in concert - Solist (Amsterdam, 2015)
- Wenn Rosenblätter fallen - Rose (Duitsland en Oostenrijk, 2016)
- Next to Normal - Diane (Wenen, 2016)
- Spamalot - Lady of the Lake (Salzburg, 2016-2017)
- Sunset Boulevard - Norma Desmond (Dortmund, 2016-2017)
- Next to Normal - Diane (Fürth en Dresden, 2017)
- Elisabeth in Concert - Elisabeth (Apeldoorn, juni 2017)
- Rebecca - Mrs. Danvers (Tecklenburg, 2017)
- Sunset Boulevard - Norma Desmond (Bonn, 2017-2018)
- Elisabeth in Concert - Elisabeth (Baarn, juni 2018)
- Ein Wenig Farbe - alle 14 rollen (Wenen, 2018)
- Ludwig² - Sybille Meilhaus (Füssen, september 2018)
- The Addams Family - Morticia Addams (Nederland, november 2018 - maart 2019)
- Elisabeth in Concert - Elisabeth (Wenen, 2019)
- The Prom - Dee Dee Allen (Nederland, 2022-2023)
- Elisabeth - Elisabeth (Nederland, 2025)

### Overige producties
Voor de Walt Disney-film Pocahontas en Pocahontas II: Reis naar een Nieuwe Wereld heeft ze de Nederlandstalige titelrol ingezongen en ingesproken. Ze was soliste in Cole Porter's Songbook (2000). Met programma's als In Love With Musicals Again en Musical Moments toerde ze regelmatig met onder andere Uwe Kröger in Duitsland en Oostenrijk.

## Discografie

### Singles
| Single met eventuele hitnotering(en) in de Nederlandse Top 40 | Datum van verschijnen | Datum van binnenkomst | Hoogste positie | Aantal weken | Opmerkingen                                                                |
| ------------------------------------------------------------- | --------------------- | --------------------- | --------------- | ------------ | -------------------------------------------------------------------------- |
| Mijn leven is van mij                                         | 2000                  | 01-04-2000            | 30              | 4            | Nr. 11 in de Single Top 100                                                |
| Koningin van alle mensen                                      | 16-04-2013            | 27-04-2013            | 6               | 3            | als onderdeel van RTL Boulevard United / Nr. 1 in de Single Top 100 / Goud |

### Albums
| Album met eventuele hitnotering(en) in de Nederlandse Album Top 100 | Datum van verschijnen | Datum van binnenkomst | Hoogste positie | Aantal weken | Opmerkingen |
| ------------------------------------------------------------------- | --------------------- | --------------------- | --------------- | ------------ | ----------- |
| After all this time                                                 | 27-11-2017            | 9-12-2017             | 80              | 1            | -           |

### NPO Radio 2 Top 2000
Van Pia Douwes stond alleen Mijn leven is van mij in 2009 in de NPO Radio 2 Top 2000, op plek 1917.
- CiNii: DA13845052
- Gemeinsame Normdatei: 13477387X
- International Standard Name Identifier: 0000 0000 5795 6274
- MusicBrainz: 6c25c30b-152e-427c-bfe0-ad68b692d920
- Nederlandse Thesaurus van Auteursnamen: 343027240
- Virtual International Authority File: 313408746
- WorldCat: E39PBJktvqXYwm8BXPB8bbrKBP